# 유럽 고속도로 844호선
유럽 고속도로 844호선(E844)은 이탈리아의 스페차노 알바네스에서 시바리스까지 이어주는 총 연장 24km의 거리를 가진 유럽 고속도로 노선망이자 국제 E-road 네트워크 간선 도로망이다. 그러나 이 도로는 유럽 고속도로 전체 노선 중 유럽 고속도로 32호선보다 더 짧은 노선으로 기록되어 있는 유일한 노선이기도 하다. 그러나 마케도니아에 놓인 총 연장 29km에 불과하게 된 유럽 고속도로 852호선은 도리어 134km까지 연장시켰던 것으로 보인다.

## 주요 경유지
- 이탈리아 : 스페차노 알바네스(영어판, 이탈리아어판) - 시바리스(영어판) (유럽 고속도로 90호선)